# Afia Charles
Afia Neliah Charles (* 22. Juli 1992 in Greenbelt, Maryland, Vereinigte Staaten) ist eine ehemalige antiguanische Sprinterin. Sie war auf den 400-Meter-Lauf spezialisiert.

## Leben
Afia Charles stammt aus Greenbelt, Maryland, aber ihre Mutter Ruperta Charles stammt aus Antigua und war bei den Olympischen Sommerspielen 1984 in Los Angeles angetreten. Afia Charles studierte an der University of Central Florida (UCF) und startete für das dortige Collge-Team die UCF Knights track and field.

### Karriere
Afia Charles begann ihre Schulbildung an der Eleanor Roosevelt High School, wo sie im 4-mal-400-Meter-Staffel in den Amerikameisterschaften 2008 antrat bei den Penn Relays. In ihrem ersten Jahr an der Universität gewann sie die Bronzemedaille im Wettbewerb über 400 m bei den CARIFTA Games 2011 in Montego Bay, Jamaika; sie trat dort für Antigua an und erreichte eine neue persönliche Bestzeit von 54,23 s. In der Folgezeit konnte sie einen neuen „Freshman and School Record“ für die 400 m aufstellen und nahm mit der 4 × 400-m-Staffel an den NCAA Women’s Indoor Track and Field Championship teil. In ihrem zweiten Universitätsjahr erzielte sie einen weiteren Schulrekord mit 54,17 s, womit sie auch die Goldmedaille in den 400-m-Läufen bei den C-USA Indoor Championships errang. Sie wurde an der UCF von Caryl Smith Gilbert trainiert.
Im Juli 2011 wurde sie für das Team von Antigua und Barbuda bei den Olympischen Sommerspielen 2012 in London nominiert. Sie trat im Wettkampf über 400 m an. In der Vorbereitung auf die Olympischen Spiele trainierte sie mit DeeDee Trotter, die bei den Olympischen Sommerspielen 2004 Olympiasiegerin in der 4 × 400-m-Staffel geworden war und selbst an den Spielen in London teilnahm.
Afia Charles nahm auch bei den Commonwealth Games 2014 in Glasgow teil und stellte am 12. Mai  2013 mit einer Zeit von 52,49 s einen nationalen Rekord über 400 m auf.